# هارولد جي. وايت
هارولد جي. وايت (بالإنجليزية: Harold Sonny White)‏ هو مهندس فضاء جوي ومهندس وفيزيائي أمريكي، ولد في 6 أكتوبر 1965 في رابيد سيتي في الولايات المتحدة.